# Thripobius melikai
Thripobius melikai är en stekelart som beskrevs av Triapitsyn 2005. Thripobius melikai ingår i släktet Thripobius och familjen finglanssteklar. Inga underarter finns listade i Catalogue of Life.